# Progresión armónica
En música, y más precisamente en armonía, una progresión armónica es una sucesión de acordes, explícitos o implícitos. Algunas de las progresiones más comunes son las que se basan en el círculo de quintas, como también la progresión IV - V7 - I, la progresión VI - IV - V - I , la progresión VI - IV - I - V y la IIm7 - V7 - Imaj7 y sus variantes en tonalidad menor, típicas de la música clásica y popular respectivamente. Las progresiones de acordes son la base de los estilos de la música popular (por ejemplo, la música pop, música rock, música tradicional, así como en el blues y el jazz. En estos géneros, las progresiones de acordes son la característica definitoria sobre la que se construyen la melodía y el ritmo.
En la música tonal, la más habitual en la música popular y tradicional occidental, las progresiones de acordes tienen la función de establecer o contradecir una tonalidad. Las progresiones de acordes se expresan utilizando el nombre y la "calidad" de los acordes, por ejemplo, "mayor", "menor" o "semidisminuido". La función armónica de cada acorde en particular depende del lugar y el contexto de esa progresión en la que se encuentra.
En la teoría y enseñanza de la música clásica, el rock y el blues las progresiones de acordes, como por ejemplo la progresión de acordes I-V-vi-IV, suelen expresarse con números romanos, ya que esto facilita la transposición de una canción a una nueva tonalidad. Así, la progresión de acordes mencionada anteriormente, en la tonalidad de Mib, se escribiría como Mi♭-SI♭-DOm-LA♭ en una partitura.
Por ejemplo, los músicos de rock y blues suelen fijar que el blues de doce compases consta de los acordes I, IV y V. Por lo tanto, una versión simple de este blues podría expresarse como I-I-I-I, IV-IV-I-I, V-IV-I-V. Al pensar en esta progresión de blues en números romanos, un líder de banda podría dar instrucciones a su banda o a una sección rítmica para que toque la progresión de acordes en cualquier tonalidad. Por ejemplo, si el líder de la banda le pidiera a su banda que tocara esa progresión de acordes en la tonalidad de Si bemol mayor, los acordes serían SI♭-SI♭-SI♭-SI♭, MI♭-MI♭-SI♭-SI♭, FA-MI♭-SI♭-FA.
La complejidad de una progresión de acordes varía de un género a otro y a lo largo de los diferentes períodos históricos. Algunas canciones pop y rock de los años 1980 a los 2010 tienen progresiones de acordes bastante simples. El funk enfatiza el groove y el ritmo como elemento clave, por lo que canciones funk enteras pueden basarse en un solo acorde. Algunas canciones de jazz-funk se basan en un vamp de dos, tres o cuatro acordes . Muchas canciones punk utilizan solo unos pocos acordes. Por otro lado, las canciones de bebop pueden tener formas complejas de 32 compases (con esquemas AABA), con uno o dos cambios de acordes por compás.
Las escalas diatónicas, como las escalas mayores y menores, se prestan particularmente bien a la construcción de progresiones con acordes comunes porque contienen muchas quintas justas. Tales escalas predominan en aquellas regiones donde la armonía es una parte esencial de la música, como, por ejemplo, en el período de la práctica común de la música clásica occidental (1600-1900). 
Aunque existen muchas progresiones posibles, en la práctica, las progresiones suelen limitarse a unos pocos compases y se prefieren ciertas progresiones sobre otras, ya que incluso algunas se han convertido en clásicas y pueden "estar de moda" o "pasarse de moda". Otras, como el mencionado blues de doce compases puede ayudar a definir y fijar un género entero.

## Progresiones sencillas: uno o dos acordes
En la música árabe e hindú se utilizan escalas diatónicas, pero también tienen varias escalas no diatónicas, en las que la música no tiene cambios de acordes, permaneciendo siempre sobre el acorde tonal. Esta singularidad se ha observado también en el hard rock, el hip hop, el funk, la música disco y el jazz, entre otros géneros musicales. Como ejemplos de canciones que "vampean" sobre un solo acorde podríamos poner:
- "Fever", de Little Willie John (1956), popularizado por Peggy Lee (1958) y Elvis Presley (1960): LAm, aunque va subiendo un semitono cada estribillo.
- "Tomorrow Never Knows, de John Lennon, con The Beatles (1966): DO (adornado con un DO11).
- "Chain of Fools", de Aretha Franklin (1967): DOm (aunque se puede adornar con DOm7).
- "Coconut, de Harry Nilsson (1972): DO7.
- "Run Through the Jungle, de John Fogerty con Creedence Clearwater Revival (1970): REm.
- "Helen Wheels, de Paul McCartney con Wings (1973): LA (eventualmente hay un MI al final).
- "Get up, stand up", de Bob Marley & The Wailers (1973): SIm (aunque se puede adornar con eventuales FA♯m).
- "Peter Gunn", de Henry Mancini (1989): MIm.

La alternancia entre dos acordes puede considerarse la progresión de acordes más básica. Muchas piezas conocidas se construyen armónicamente a partir de la mera repetición de dos acordes de la misma escala. Por ejemplo, muchas de las melodías más sencillas de la música clásica consisten total o principalmente en la alternancia entre la tónica (I) y la dominante (V, a veces con una séptima añadida), al igual que canciones populares que utilizan sólo dos acordes durante toda la canción como:
- "Shout" de The Isley Brothers (1959):[4] FA y REm.
- "Memphis Tennesse, de Chuck Berry (1959): SI♭7 y MI♭7.
- "Love me do, de Paul McCartney con The Beatles (1962, aunque compuesta antes de entrar en el grupo): SOL y DO9 (en el puente hay un RE adicional).
- "Oye cómo va", de Tito Puente (1962), popularizada por Santana (1970): LAm7 y RE7.
- "Eleanor Rigby", de Paul McCartney con The Beatles (1966): MIm y DO/SOL (aunque la canción se adorna a veces con MIm6 y MIm7).
- "Break on Through (To the Other Side), de The Doors (1967): MIm y RE.
- "Get Back, de Paul McCartney con The Beatles (1969): LA y RE (con LA7 en el estribillo).
- "Give peace a chance", de John Lennon (1969): DO y SOL.
- "A Horse with No Name", de América (1971): MIm y RE6/9.
- "Dreams", de Fleetwood Mac (1977): : FAmaj7 y SOL6.
- "Born in the U.S.A.", de Bruce Springsteen (1982): SI y MI.
- "Escuela de calor, de Radio Futura (1984): SOL y LA.
- "Corazón espinado", de Santana con Maná (1999): SIm y FA♯.
- "Achy Breaky Heart"[5] de Billy Ray Cyrus (1992), que en español tradujo Coyote Dax como "No rompas más (mi pobre corazón)" (2001): LA y MI.
- "Fallin'" de Alicia Keys (2001): MIm y SIm7.
- "Songbird", de Oasis (2002): SOL y MIm.
- "Moves Like Jagger", de Maroon 5 ft. Christina Aguilera (2011): SIm7 y MIm7.

## Progresiones de tres acordes
Las progresiones de tres acordes son más comunes, ya que una melodía puede entonces detenerse en cualquier nota de la escala. A menudo se presentan como sucesiones de cuatro acordes (como se muestra a continuación), con el fin de producir un ritmo armónico binario, pero dos de los cuatro acordes se repiten.
- I – IV – V – V
- I – I – IV – V
- I – IV – I – V
- I – IV – V – IV

A menudo, los acordes pueden seleccionarse para adaptarse a una melodía preconcebida, pero frecuentemente es la progresión en sí misma la que da lugar a la melodía.
Progresiones similares abundan en la música popular africana. Pueden variarse mediante la adición de séptimas (u otros grados de la escala) a cualquier acorde o mediante la sustitución del relativo menor del acorde IV para dar, por ejemplo, I–ii–V. Esta secuencia, que utiliza el acorde ii, también se utiliza cadencialmente en una progresión de acordes común de la armonía del jazz, la llamada Progresión ii-V-I.
Las progresiones de tres acordes proporcionan la base armónica de gran parte de la música popular africana y estadounidense, y aparecen seccionalmente en muchas piezas de música clásica (como los compases iniciales de la Sinfonía Pastoral de Beethoven)).
El compositor Harlan Howard dijo una vez: "La música country son tres acordes y la verdad". Lou Reed también señaló: "Un acorde está bien. Dos acordes es exagerado. Tres acordes y ya estás en el jazz". Sin embargo, Reed escribió muchas canciones con progresiones de acordes únicas o complejas, como el material de Berlin.
Algunos ejemplos de canciones de tres notas son (en el verso o en el estribillo):
Vamp de la escala mayor (I-V-IV-V)
- "Tangerine", de Led Zeppelin (1970): SOL-RE-DO-RE
- "Luka", de Suzanne Vega (1987): SOL-RE-DO-RE
- "Your Body is a Wonderland", de John Mayer (2001): FA-DO-SI♭-DO

Vamp eólico (i-bVII-bVI-bVII)
- "Stairway to Heaven", de Led Zeppelin (1971): LAm-SOL-FA-SOL
- "In the Air Tonight", de Phil Collins (1981): REm-DO-SI♭-DO
- "My heart will go on", de Céline Dion (1997): DO♯m-SI-LA-SI
- "Rolling in the Deep", de Adele (2010): DOm-SI♭-LA♭-SI♭
- "Somebody That I Used to Know", de Gotye con Kimbra (2011):  LAm-SOL-FA-SOL

Vamp mixolidio (I-bVII-IV-I)
- "Hey Jude", de Paul McCartney con The Beatles (1968): FA-MI♭-SI♭-FA.
- "Sympathy for the Devil", de Rolling Stones (1968): MI-RE-LA-MI.
- "Sweet Home Alabama", de (Lynard Skynard (1974): RE-DOadd9-SOL-SOL (se repite el 3.º en lugar del 1.º).
- "Freedom! '90", de George Michael (1984): LA-SOL-RE-LA.
- "Sweet Child o' Mine, de Guns N' Roses (1987): RE-DO-SOL-RE.

## Formas complejas
Cuando una secuencia tan simple no representa la estructura armónica completa de una pieza, se puede ampliar fácilmente para lograr una mayor variedad. Con frecuencia, una frase inicial tiene la progresión I–IV–V–V, que termina en una dominante no resuelta, y puede ser "respondida" por una frase similar que se resuelve nuevamente en el acorde tónico, lo que da una estructura de duración doble:
| I | IV | V | V |
| I | IV | V | I |
Además, dicho pasaje puede alternarse con una progresión diferente para dar una forma binaria o ternaria simple, como la popular forma de treinta y dos compases.